# Shimose Masachika

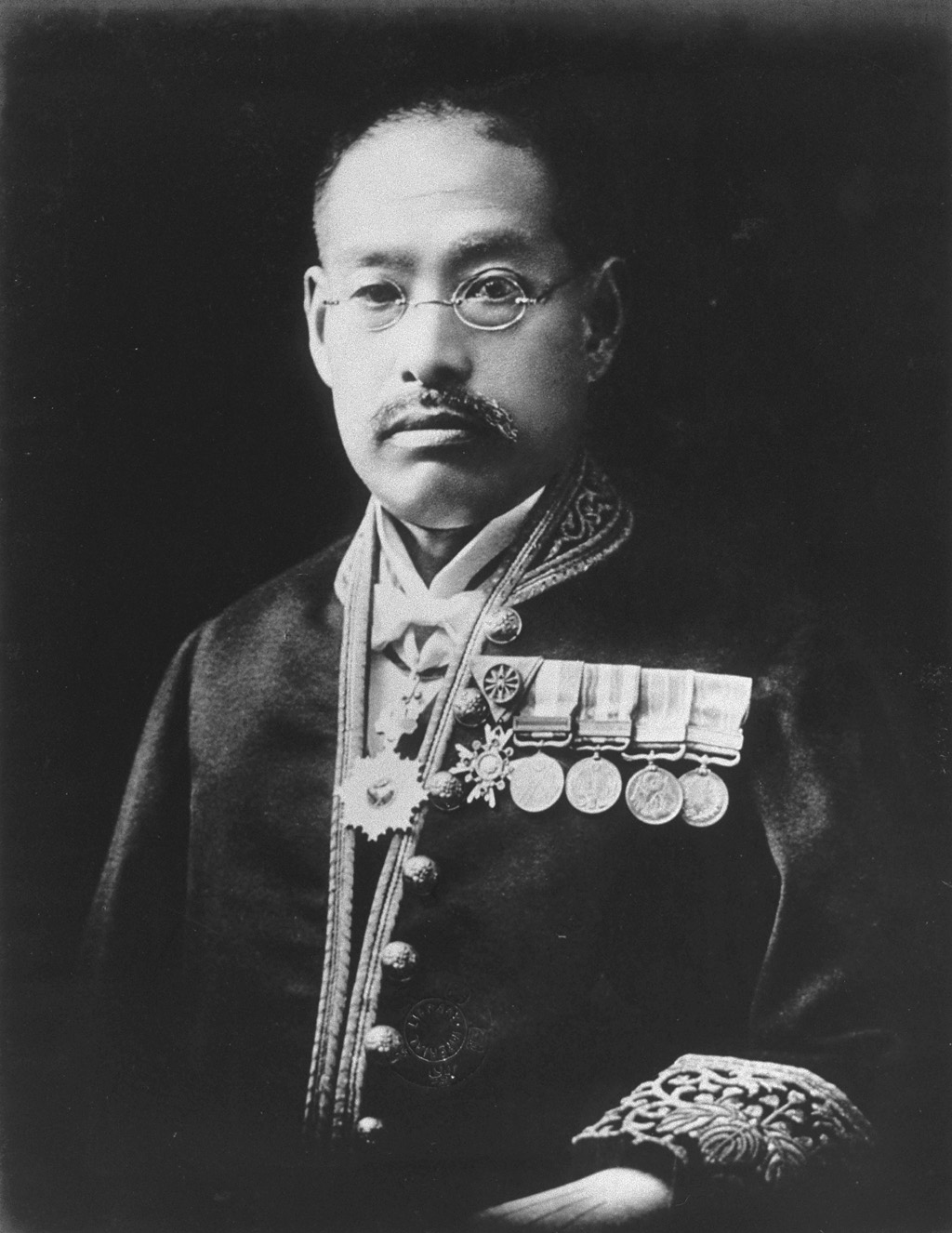
Shimose Masachika

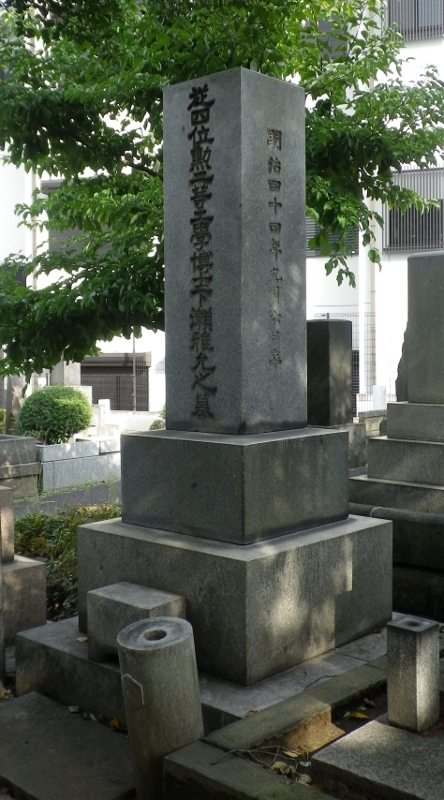
Shimoses Grab auf dem Friedhof Somei in Tokio

Shimose Masachika (japanisch 下瀬 雅允; geboren 8. Januar 1860 in Hiroshima (Provinz Aki); gestorben 6. September 1911) war ein japanischer Chemiker, Entwickler des „Shimose-Schießpulvers“.

## Leben und Wirken
Shimose Masachika begann 1878 begann er eine Ausbildung an der Abteilung für Chemie der Kōbu-Daigakkō (工部大学校). Schon als Student zeigte er seine Fähigkeiten und wurde als Koautor bei einer Veröffentlichung des Chemiker Edward Divers (1837–1912), einem „O-yatoi gaikokujin“ am selben Institut, genannt. Nach seinem Abschluss 1884 arbeitete er in der staatlichen Druckerei, wo er einen fälschungssicheren Farbstoff entwickelte. 1887 wechselte er zum Marineministerium, wo er in einer Waffenfabrik über Schießpulver forschte. Der französische Chemiker Eugène Turpin (1848–1927) hatte „Melinit“ auf der Basis der Pikrinsäure erfunden. Shimose entwickelte eine Variante, wobei es auch bei ihm darum ging, die Prikinsäure vor Feuchtigkeit zu schützen. 1887 wurde er Direktor der „Akabane Sprenstoff-Fabrik“ (赤羽火薬製造所, Akabane kayakuseizō-jo), die in Tokio gegründet wurde.
1893 war die Entwicklung des Shimose-Schießpulvers abgeschlossen, der dann als offizieller Sprengstoff der kaiserlichen japanischen Marine übernommen und geheim gehalten wurde. Es folgte die Beförderung zum Schiffsingenieur. 1899 erhielt Shimose den Doktortitel in Ingenieurwissenschaften und wurde mit dem „Imperial Academy Award“ ausgezeichnet.
Dieses rauchlose „Shimose-Schießpulver“ wurde während des Russisch-Japanischen Krieges von 1904 bis 1905 für Geschosse und Torpedos verwendet und dürfte eine wichtige Rolle beim Sieg in der Seeschlacht bei Tsushima gespielt haben, mit dem Japan zur neuen Weltmacht aufstieg. 1908 wurde Shimose in die Kaiserliche Akademie der Wissenschaften aufgenommen.
1893 wurde Shimose mit dem Orden der Aufgehenden Sonne, 1901 mit dem Orden des Heiligen Schatzes und 1906 mit dem Orden des Heiligen Schatzes 3. Klasse ausgezeichnet.
In der Nähe des ehemaligen Standorts der Shimose-Schießpulverfabrik in Nishigahara (西ヶ原), Kita-ku gibt es einen nach Shimose benannten Hangweg, den „Shimose-zaka“ (下瀬坂).